# سیارک ۱۸۰۸۷
سیارک ۱۸۰۸۷ (به انگلیسی: 18087 Yamanaka، نامگذاری:2000JA22) هجده هزار و هشتاد و هفتمین سیارک کشف شده‌است که در ۶ مه ۲۰۰۰ کشف شد.
قدر مطلق سیارک برابر ۷.۱ است.